# Bomolocha popayana
Bomolocha popayana là một loài bướm đêm trong họ Noctuidae.